# 박진주 (가수)
박진주는 대한민국의 가수이다. 2022년 싱글 《이별 중인 너에게》로 데뷔했다.

## 방송
- 히든싱어 7 (2022) - 선미 편 우승, 왕중왕전 12위

## 음반
- 이별 중인 너에게 (2022)

## 피처링
- 새벽창문 <미안하고 미안해> (2022)